# Movimento da Jihad Islâmica na Palestina
A Jihad Islâmica da Palestina (em árabe: حركة الجهاد الإسلامي في فلسطين, - Harakat al-Jihād al-Islāmi fi Filastīn) é um grupo militante palestino, considerado segundo maior grupo na Faixa de Gaza, depois do Hamas. É liderado desde por Ziyad al-Nakhalah, que acredita-se viver no Líbano ou em Damasco, Síria. É considerado um grupo terrorista pelos governos dos Estados Unidos, da União Europeia,  do Japão, da Austrália e de Israel.   
A JIP formou-se como um ramo da Irmandade Muçulmana e foi influenciada ideologicamente na sua formação pelo regime islâmico no Irã. Sendo historicamente apoiado pelo Irã, Síria e Hezbollah. O grupo rejeita qualquer solução política ou negociação com Israel, pregando a destruição do Estado judeu, rejeitando a solução de dois Estados, e defenda a constituição de um Estado Islâmico na Palestina.
O braço armado da PIJ são as Brigadas Al-Quds (também conhecidas como "Saraya"), também formadas em 1981, que atuam na Cisjordânia e na Faixa de Gaza, sendo os seus principais redutos na Cisjordânia as cidades de Hebrom e Jenin. A Jihad Islâmica da Palestina executou vários ataques terroristas, por exemplo o atentado suicida do Dizengoff Center (responsabilidade também clamada pelo Hamas).

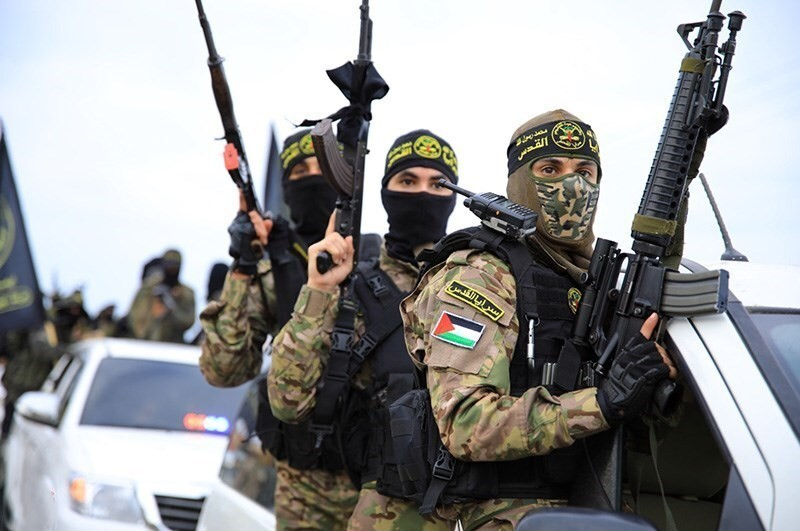
Soldados da Brigadas Al-Quds em Gaza, 2022
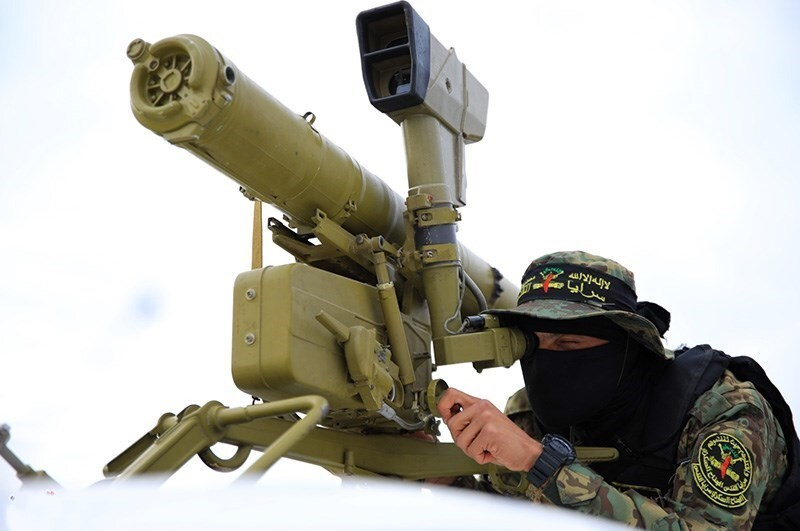
Soldados da Brigadas Al-Quds em Gaza, 2022